# Ударное (Лельчицкий район)
Ударное (бел. Ударнае) (до 30 июля 1964 года Осмоленик) — агрогородок (с 2009 года), центр Ударненского сельсовета Лельчицкого района Гомельской области Беларуси.
На западе национального парка «Припятский» (до 1996 года Припятский ландшафтно-гидрологический заповедник).

## География

### Расположение
В 34 км на север от Лельчиц, 79 км от железнодорожной станции Ельск (на линии Калинковичи — Овруч), 211 км от Гомеля.

## Транспортная сеть
Транспортные связи по просёлочной, затем автомобильной дороге Замошье — Лельчицы. Планировка состоит из прямолинейной улицы, ориентированной с юго-востока на северо-запад, к которой с востока присоединяются 2 короткие улицы. Застройка двусторонняя, деревянная, усадебного типа.

## История
Согласно письменным источникам известна с XIX века как селение в Буйновичской волости Мозырского уезда Минской губернии. В 1930 году организован колхоз. Во время Великой Отечественной войны в июле 1943 года оккупанты сожгли деревню и убили 18 жителей. С 1988 года центр Ударненского сельсовета. Центр совхоза-комбината «Ударный». Расположены средняя школа, библиотека, фельдшерско-акушерский пункт, детские ясли-сад, Дом культуры, отделение связи.

## Население

### Численность
- 2004 год — 249 хозяйств, 778 жителей.

### Динамика
- 1897 год — 15 дворов, 107 жителей (согласно переписи).
- 1908 год — 23 двора, 141 житель.
- 1917 год — 201 житель.
- 1921 год — 39 дворов, 248 жителей.
- 1925 год — 46 дворов.
- 1940 год — 51 двор, 253 жителя.
- 1959 год — 390 жителей (согласно переписи).
- 2004 год — 249 хозяйств, 778 жителей.